# 十五円五十銭
十五円五十銭（じゅうごえんごじっせん）は、日本史においての言葉および壺井繁治の作品。

## 概要
外見上では区別できない日本人と朝鮮人を識別する方法であった。1913年に内務省警保局が配布した「朝鮮人識別資料ニ関スル件」という文書には、朝鮮人は発音には濁音が苦手で、ガギグゲゴは最も困難とある。外見は日本人と異ならないとされた上で小さな違いが記されているものの、発音上の違いははっきりと異なる部分が見られるように記されていた。このことから十五円五十銭と言わせてみればはっきりと発音できないことから朝鮮人であるということを識別するというものであった。
1919年に三・一運動が発生してから、朝鮮総督府は武断政治から文化政治へと改めることで朝鮮人の抵抗心を押さえ込もうとした一方で、不逞鮮人を追及することは緩めず、このために用いられた方法であった。この時期の日本は好況であったものの、労働力不足に悩んでいた。このため安価な労働力である朝鮮人に着目された。1919年の三・一運動が起きてから1922年までは朝鮮から日本への渡航制限がかけられたが、それ以降は日本に渡る朝鮮人は増加していった。だが治安当局は不逞鮮人の取り締まりは緩めておらず、不況になれば失業した朝鮮人が労働運動に身を投じて社会主義者と結びつくことを恐れたため警戒は一層強められていった。このことから日本人と朝鮮人を識別する必要が生じて、十五円五十銭などが用いられるようになった。
1923年の関東大震災の際には朝鮮人が暴動を起こしているというデマが流れ、軍や自警団による朝鮮人の虐殺が起きていた。この時に日本人と朝鮮人を区別するために十五円五十銭が用いられていた。この時に十五円五十銭とうまく発音できない者は殺害されていた。十五円五十銭というのは日本人と朝鮮人を識別するために生まれていたのだが、現実は標準語を話せるか否かという問いになっていた。朝鮮語では発音が濁音で始まることはほとんど無いため、朝鮮人は「じゅうごえんごじっせん」とは発音できずに「ちゅうこえんこっちゅせん」のように発音することになり、このことで朝鮮人とされて殺害されていた。日本人でも方言を話す者は朝鮮人であるとして殺害されており、殺害された中には2歳の子供も含まれていた。日本人でも聞こえないために言葉を発することができない聴覚障害者も朝鮮人と判断されて殺害されていた。
1928年9月に壺井繁治は『十五円五十銭』という作品を発表している。壺井は関東大震災が発生してから5日目である9月5日に東京から汽車で故郷に帰っており、この作品ではこの時の記録が書かれている。この作品によると壺井は9月5日に故郷に帰ろうと東北本線の田端駅に向かったのだが、駅は群集で身動きできない状態であった。それから苦労してようやくプラットホームに着くがどの列車も満員で降りる乗客はいないため乗れず、中には昨日から待っているが乗れないという人もいた。車内に入れないため業を煮やして列車の屋根に乗っかってまで東京を脱出しようとしている人もいた。壺井は屋根にまで乗る勇気は無かったが、死に物狂いの努力で石垣を掻き分けるようにしてやっと乗車することができた。それから長野県篠ノ井駅で降りて一泊する。9月6日から篠ノ井線で塩尻駅経由で中央線で名古屋駅に向かうのだが、篠ノ井線のある駅に着くと銃剣を持った兵士が窓から車内を調べ始めて、車内にいた労働者を指して十五円五十銭と言ってみろと怒鳴った。この労働者は質問の意味が分からないようであったが十五円五十銭と答えれば、兵士はあっさりと切り上げて去って行った。この時の壺井は訊問の意味を知っておらず、兵士が去った後にも十五円五十銭と口の中で繰り返してみたが、どうしてもこのことの真意は分からなかった。